# Viorica Petrovici
Viorica Petrovici este scenografă română de operă, balet, teatru și film.

## Biografie
În 1973, a absolvit Liceul de Muzică și Arte Plastice Octav Băncilă din Iași, după care a studiat la Institutul de Arte Plastice din București, secția scenografie, pe care l-a absolvit în 1981.
A obținut Titlul de doctor în teatrologie în 2010 la Universitatea Națională de Artă Teatrală și Cinematografică „Ion Luca Caragiale” din București (UNATC)
A lucrat ca scenograf la Studiourile de Film Buftea între 1981-1984.
Din 1984 este angajată ca scenograf a Operei Naționale din București.
Lucrează și ca scenograf la Opera comică pentru copii din București.
Este profesor asociat UNATC și la Universitatea Națională de Arte București (UNARTE).

## Spectacole de teatru (1980-2010)
- Hamlet de William Shakespeare, regia Cătălin Naum[2], la Teatrul Podul,
- Egmont de Goethe, regia Cătălin Naum, Teatrul Podul,
- Privește înapoi cu mânie[3] de John Osborne, regia Sanda Manu, Teatrul Cassandra,
- Fire de poet de Eugene O'Neill, regia Sanda Manu, Teatrul Nottara
- Luna dezmoșteniților[4][5] de Eugene O'Neill, regia Sanda Manu, Teatrul Bulandra
- Politica, regia Silviu Purcărete, Teatrul Mic

„Trestia gănditoare”, regia Silviu Purcărete T.Mic.
„Exilații”J.Joice, regia Ivan Helmer- Anglia TNB.
“Regele moare” Inesco, regia D. Dembinski T.Nottara.
“Steaua fără nume” M.Sebastian,regia Alexa Visarion TNB.
„Au pus catușe florilor” F.Arabal, regia Alexander Hausvater T.Odeon.
„Două femei celebre”, regia Peter Bocor T.Nottara.
„Beket” Anouil, regia A.Repan T.Nottara.
„Amfitrion” Moliere, regia V. Moisescu T.De Comedie.
„Mincinosul” C.Goldoni, regia Sanda Manu.
„Machiaveli”, regia Alexander Hausvater.
„Perimplin și Belisa”, Fr.G.Lorca, regia Alexander Hausvater Ploiești.
„Canibalii” C.Tabor, regia Alexander Hausvater Sibiu.
„Pietonul Văzduhului” Ionesco, regia A.Hausvater T.Mundi.
„Gaițele” Al.Chirițescu, regia Al.Sabados Ploiești.
„Cymbeline” W.Shakespeare, regia A.Hausvater T.German Timișoara.
„Prăpăstiile Bucureștilor” M.Millo, regia Ada Lupu T.Nottara.
„Egoistul” Regia Radu Beligan.  
„Eu cui mă adresez” P Shafer, R.Petre Bocor Avignion, Nottara.
„D’ale carnavalului” Caragiale, R.L.Sabados, Ploiești.
Tache, Ianke și Cadîr” V.I.Popa Ploiești.
Păpușarul din Lodz.J. Segal-Teatrul Evreiesc. R. A Hausvater.
SPECTACOLE DE OPERA 1984-2009
“Samson și Dalila”L Delibes, regia H. Lupescu, ONB.
„Povestirile lui Hoffman”, Regia H.Lupescu ONB.
“Italianca în Alger”, Rossini, regia Marina Emandi, ONB.
“Bărbierul din Sevilia”, Rossini, regia C. Mihăilescu, Brașov.“Otello” Verdi, regia C. Mihăilescu O.Constanta.
“Caragiale și noi”, regia Cătălina Buzoianu ONB.
“Oedip” Enescu, regia Andrei Șerban, ONB.
“Nabucco” Verdi, regia H. Lupescu, Royale Albert Halle, Londra.
„Aida”, Royale Albert Halle, Londra. „Aida”, Verdi, regia Plamen Kartallof Bulgaria. „Aida”, Verdi ONB.
„Traviata”, Verdi, regia C. Mihăilescu, ONB. „Elixirul dragostei”, Donizzetti, regia C. Todea, ONB.
„Carmen”, Bizet, regia C. Mihăilescu, Brașov.
„Cossi fan tutte”, Mozzart, regia Ștefan Neagrău, ONB.
„Decebalo”, regia Răzvan Dincă, ONB.
Urmuzica”, S.Lerescu, ONB.
„Lucia di Lamermour”, Donizzetti, regia Cr.Mihăilescu, Brașov.
„Quasi Opera”, L.Danceanu, ONB.
„Monteqii si Capuletii”, Bellini, Constanța. „Romeo si Julieta”, Bellini, regia Cr.Mihăilescu, Brașov.
„Norma”, Bellini, regia Cr.Mihăilescu, Brașov.
„Povestirile lui Hoffman”, Offenbach, Regia Cr.Mihăilescu, Brașov.
„Trubadurul”, Verdi, Daegu, Coreea de Sud.
„Trubadurul”, Verdi, Regia Al.Hausvater, ONB.
”Evghenie Oneghin”, R.Ion Cramitru, ONB.
Turandot-Puccini, R. Stefan Neagrau, ONB.
SPECTACOLE OPERA COMICĂ PENTRU COPII 1998-2009
„Directorul de teatru”, Mozart.
„La serva padrona”, Pergolessi.
„Pimpinone”,Telleman.
„Cantata Cafelei”,Bach.
„Bastiennsi Bastienne”,Mozart.
„Farmacistul”, Telleman.
„Bărbierul din Sevilla”, Rossini.
„Telefonul”, Menotti.
„Coana Chirița”, Muzical. „Fata din casă”, Muzical.
„Livietta și Pungașul”, Purcel.
„Frumoasa și bestia”, Balet.
„Meșterul Copelius”, Balet.
„Minuniță și vrăjitoarea”, Balet.
„Pygmallion”, Balet.
„Oblio”, Balet.
„Fata rău păzită”, Balet.
SPECTACOLE DE BALET 1984-2009. „Peer Gynt”, regia și coregrafia Mihaela Atanasiu ONB. „Visul unei nopți de vară”, regia și coregrafia Mihaela Atanasiu ONB. „Legenda greacă”, regia și coregrafia Ion Tugearu. Constanta. „Femeia Îndărătnică”, regia și coregrafia Ion Tugearu ONB. „Manfred”, regia și coregrafia Ion Tugearu ONB.
Casa Bernardei Alba”, regia și coregrafia Ion Tugearu ONB. „Ana Karenina”, regia și coregrafia Ion Tugearu ONB.
„Romeo și Julieta”, Prokofiev, regie și coregrafie Ion Tugearu ONB.
„Copellia”, regie și coregrafie Oleg Danovschi.T Constanta. „Spărgătorul de nuci” regie și coregrafie Oleg Danovschi. „Roșu și negru”, A.Cocănea, regia și coregrafia Alexa Mezincescu ONB. „Motanul încălțat”, regia și coregrafia Oleg Danovschi. „Casanova”, regia și coregrafia Li Ci Lin, China.

## Expoziții
1977 Ezpoziție Personală FESTIVALUL UMORULUI Vaslui.
1978 Expoziție Personală Târgoviște.
1979- 2003 Participare în standul României la Quadrienala de la Praga.
1991-1999-2001 Participare la Expozițiile de Scenografie Novisad.
1979-1993 participare la Trienalele de Scenografie București.
1996 Expoziție Grup Simeza București.
1997 Expoziție Grup Orizont București.
1999 Expoziție Grup Simeza București.
2000 Expoziție Grup Galeria Cupola Iași.
Lucrări de Grafică, Acuarelă și Desen în colecții particulare din: București, Iași, USA, Germania, Olanda, Franța, Israel, Canada. 

## Distincții, premii și decorații
- 1982-Premiul pentru scenografie în cadrul Festivalului Teatrului Contemporan Brașov, pentru spectacolul Politica, regia Silviu Purcărete.
- 1994-Premiul colectiv pentru filmul ”Trahir” Montreal, Regia Radu Mihăileanu în cadrul Festivalului Filmului Francofon.
- 1998-Premiul de Excelență al Fundației Oedip.
- 1998- Premiul Uniunii Artiștilor Plastici pentru Scenografie.
- 2001-Placheta de argint – Novisad cel mai important premiu obținut de România.
- 2001-Premiul Criticilor Muzicali.
- 2004 Premiul de Scenografie al “Forumului Muzical Român”.
- 2003 Ordinul Meritul Cultural în grad de CAVALER.
- 2003 Ordinul meritul Cultural în grad de OFIȚER.
- 2019 Premiul Academiei Române la secțiunea Artele spectacolului pentru scenografia spectacolelor "Mazurka" (regia Alexandru Hausvater și "Scripcarul pe acoperiș" (regia Andrei Munteanu).[6]

## Filmografie

### Creatoare de costume
- Umbrele soarelui (1988)
- Hanul dintre dealuri (1988)
- Asfalt Tango (1996)
- Dușmanul dușmanului meu (1999)
- Fire and Ice: Cronica Dragonilor (2008)
- Caravana cinematografică (2009)
- Eva (2010)
- La source des femmes — Elzevir film, Franța, regia Radu Mihăileanu

Glass house- Castel film - România - Mark Smidt.
Le concert -Production du Tresor - Franța - REGIA - Radu Mihăileanu.
Tertium non datur - Filmex România - REGIA - Lucian Pintilie.  
Catacombs- Twins Company - REGIA - David Eliot, Tom Koker.
The Last Drop- England Independ. Prod.- REGIA - Colin Teague.
Magic in the mirror- Castel film - REGIA - Ted Nicolau.
Train de vie- Noe Producion France - REGIA - Radu Mihăileanu.
Hunters, spirit of the night- USA Castel film - REGIA - Mark S. Manos. 
Lurking Fear- USA Castel film - REGIA - C.Courtner Joiner.
Trahir- France - Filmex România - REGIA - Radu Mihăileanu.
ART DIRECTOR
Modesty Blaise- Miramax- Castel Film-REGIA-Scot Spiegles.
10 FILME ROMÂNEȘTI DE FICȚIUNE 1983 - 1989 ca pictor de costume.

### Monteuză
- Vremea zăpezilor (1966) - asistentă de montaj
- Subteranul (1967) - asistentă de montaj
- Căldura (1969) - asistentă de montaj
- Falansterul (1979)
- Al treilea salt mortal (1980)
- Fata morgana (1981)
- Am o idee!... (1981)
- Mușchetarii în vacanță (1985)
- Egreta de fildeș (1988)
- Taina jocului de cuburi (1990)